# El gato Frankenstein
Frankenstein's Cat (en Latinoamérica El gato Frankenstein) es una serie de animación creada por Curtis Jobling. Esta historia se trata de la primera creación del Dr. Frankenstein: un gato llamado Nueve. Las distintas partes de su cuerpo están cosidas entre sí y son miembros de nueve gatos distintos (de ahí su nombre Nueve). No tiene ningún amigo y se siente solo, lo que lo motivó a pedirle al Doctor que creara un amigo para él. Nueve aprende a ser más cuidadoso con lo que pide, ya que el doctor le crea un compañero muy difícil de manejar.
En Francia se transmite por France 3, en Reino Unido se transmite por CBBC, en Latinoamérica y España se transmite por Nickelodeon.

## Personajes
Nueve:
Nueve es la primera creación de Dr. Frankenstein: un monstruo cosido de partes nueve gatos diferentes (su nombre es también un juego de palabras sobre el mito de que los gatos tienen nueve vidas). Desafortunadamente para el Doctor, nueve no es muy amenazador, aunque muchos podrían considerar que su olor es espantoso. Al igual que todos los gatos Nueve tiene una curiosidad natural y es muy juguetón. Podría cometer errores a veces, pero siempre tiene buenas intenciones. Es a menudo engañado o intimidado por sus tres hermanas feas, Igora, Fifi y Heidi. Su mejor (y única) amiga es Lottie, y es ferozmente protector de ella. 
Lottie:
Lottie es una niña de 8 años, la única en Oddsburg y una relativa recién llegada. Tiene buenas relaciones con el Doctor Frankenstein, y considera a Nueve como su mejor (y único) amigo. Es traviesa por naturaleza, pero también de buen corazón y a veces es un poco perezosa. Lottie es también ferozmente decidida y muy inteligente, capaz de enfrentarse con los muchachos. Se la muestra siempre usando anteojos.

## Episodios

### Temporada 1
1. "Tricky Spot"
2. "Brains"
3. "Lucky Ticket"
4. "The Great Dust Up"
5. "The Wall"
6. "Frankenfacts!"
7. "Witch!"
8. "Unlucky Day"
9. "The Monster Man"
10. "The Apprentice"
11. "Halloween"
12. "Trapped"
13. "Pest in Show"
14. "New Best Friend"
15. "Freakshow"
16. "The Big Foot Burglar"
17. "A Tale of Tails"
18. "The Horror of Little Shops"
19. "Film"
20. "Hay Day"
21. "Weird Science"
22. "Tricky Spot"[2]